# West Side Tennis Club

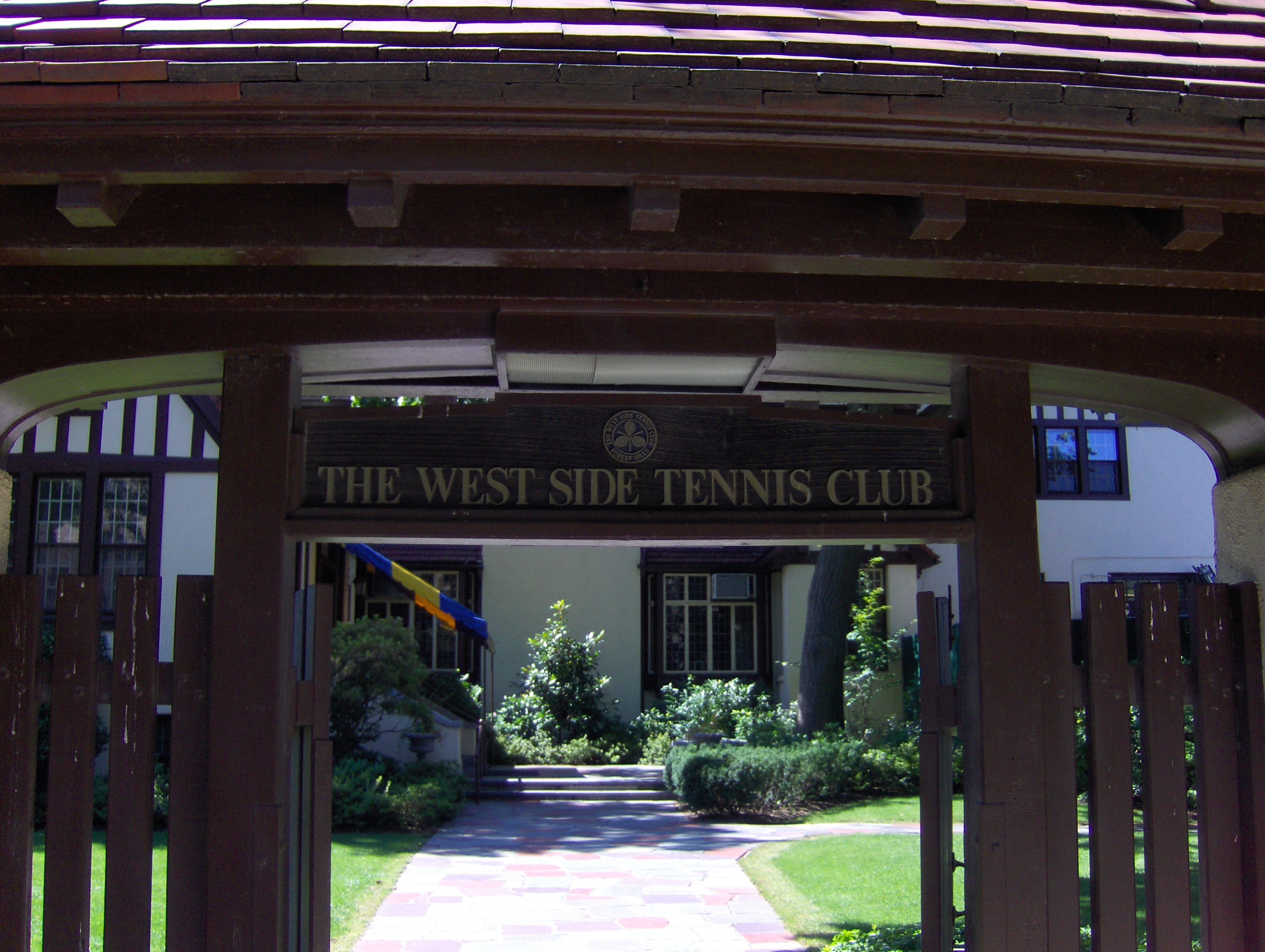
Toegang

De West Side Tennis Club is een tenniscentrum in Forest Hills, een wijk van de borough Queens van New York.
In 1915 werd de West Side Tennis Club de toernooilocatie voor het Amerikaanse tenniskampioenschap bij de mannen. In 1921 werd het de toernooilocatie voor de vrouwen waarbij het mannentoernooi uitweek naar Philadelphia. Vanaf 1924 was het de toernooilocatie voor de enkelspelen bij de mannen en vrouwen tot en met 1977. De dubbelspelen werden in deze periode vaak op andere locaties gespeeld. Vanaf 1978 wordt het toernooi georganiseerd op de banen van Flushing Meadows, waar het toernooi nog steeds wordt gehouden.
Tot en met 1974 werd gespeeld op gras, in 1975 veranderde de ondergrond naar gravel.